# 神山拓弥
神山 拓弥（かみやま たくや、1987年1月24日 - ）は、競輪選手。日本競輪選手会栃木支部に所属。栃木県出身。

## 経歴
- 神山雄一郎（日本競輪学校第61期生）は従兄弟であり師匠であり、作新学院高等学校の先輩でもある。
- 日本競輪学校第91期生。同期には、柴崎淳、菅田壱道、宿口陽一らがいる。
- 2006年7月6日、松戸競輪場でデビュー。初勝利も同日。
- 2009年、オールスター競輪（松山競輪場）に、GIとしては初の出場。準決勝進出を果たす。同年のヤンググランプリ（京王閣競輪場）では、牛山貴広の逃げに乗り優勝。
- 2010年8月8日、読売新聞社杯全日本選抜競輪（宇都宮競輪場）でGI決勝戦に初進出。師匠の神山雄一郎とのレースであったが共に着外に終わった。
- 2011年10月18日、千葉記念競輪（GIII）で記念初優勝を飾る。